# Trans Mediterranean Airways
Trans Mediterranean Airways (TMA Cargo) (ar. الخطوط الجوية عبر المتوسط) – linia lotnicza cargo, która ma siedzibę w Bejrucie w Libanie. Linia ma połączenia lotnicze do Afryki, Azji i Europy. Przed wstrzymaniem działalności operowano także na trasach do Ameryki Północnej. Linia została ponownie uruchomiona w 2010 roku.

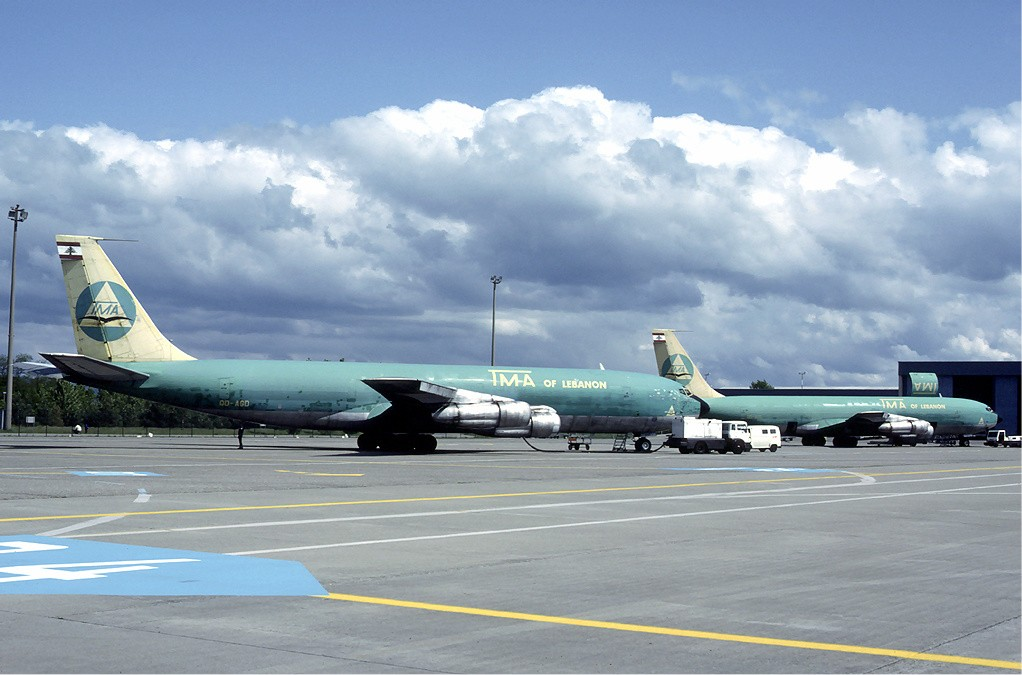
Stare Boeingi 707 firmy TMA

Trans Mediterranean Airways jest członkiem Arab Air Carriers Organization.
Oznaczenia kodowe:
- IATA: TL
- ICAO: TMA

## Historia
Linia została założona w roku 1953 jako nieregularny przewoźnik cargo i usług pasażerskich. W roku 1979 TMA zostało zakwalifikowane jako jedyny przewoźnik cargo w Libanie. Kryzys w Libanie miał negatywny wpływ na funkcjonowanie i rozwój firmy. W listopadzie 1996 roku linie podjęły działania restrukturyzacyjne w celu unowocześnienia floty i podwyższenia kapitału do ok. 40 mln dolarów.
W 2000 roku linie zmieniły barwy na białe malowanie z szarym brzuchem oraz zielonym napisem "TMA" i żółtym "CARGO".
W roku 2002 firma planowała założenie nowych czarterowych linii lotniczych o nazwie TMA-Leisure (dla libańskich tour-operatorów), które obsługiwałby wyleasingowany Airbus A320. Jednak linie te nigdy nie powstały. W 2012 roku TMA miały 11 mln dolarów strat.
TMA zawiesiły działalność, gdy w lutym 2004 roku Libański Urząd Lotnictwa Cywilnego (LCAA) cofnął licencję powołując się na względy bezpieczeństwa (starzenie się samolotów Boeing 707). Firma wpadła w poważne kłopoty finansowe w wyniku czego nie mogła zmodernizować floty.
We wrześniu 2005 roku TMA planowała wznowienie działalności z odnowioną flotą, jednak nigdy się tak nie stało.
W 2008 roku libański inwestor Mazen Bsat - właściciel Flying Carpet, kupił TMA za 1 dolara w zamian za pozbycie się 60-milionowego długu.
W październiku 2009 roku zaczęto tworzyć nowy wizerunek firmy. Zakupiono nowego Airbusa A300-600F, aby wznowić operacje cargo, a w lutym 2010 roku samolot został pomalowany w barwach TMA Cargo. Linie zakupiły również Boeinga 767-300F.